# Echeveria chilonensis
Echeveria chilonensis är en fetbladsväxtart som först beskrevs av Carl Ernst Otto Kuntze, och fick sitt nu gällande namn av Walther. Echeveria chilonensis ingår i släktet Echeveria och familjen fetbladsväxter. Inga underarter finns listade i Catalogue of Life.